# Althepus dekkingae
Althepus dekkingae is een spinnensoort uit de familie Psilodercidae. De soort komt voor in Java.